# Roubaix-Cassel-Roubaix
Roubaix-Cassel-Roubaix est une course cycliste française, organisée de 1933 à 1970 entre Roubaix et Cassel. Elle se déroulait chaque 1er mai dans le département du Nord.

## Palmarès
| Année | Vainqueur                 | Deuxième           | Troisième           |
| ----- | ------------------------- | ------------------ | ------------------- |
| 1933  | Aimé Lievens              | Georges Waelkens   | Georges Christiaens |
| 1934  | Marcel Meerenhout         | Emiel Vandepitte   | Louis Mestriaen     |
| 1952  | Leon Van Daele            | Alphonse De Vreese | Michel Vuylsteke    |
| 1953  | Paul Taildeman            | César Marcelak     | Henri Bauwens       |
| 1954  | Roland Callebout          | Marcel Leurs       | Michel Vuylsteke    |
| 1955  | Paul Taildeman            | Jean-Pierre Preuss | Roger Batslé        |
| 1956  | Roger Verbeke             | Pierre Pardoen     | Pierre Everaert     |
| 1957  | André Noyelle             | Edouard Klabinski  | Werner Nolf         |
| 1958  | Edouard Klabinski         | Bernard Pusey      | Ian Browne          |
| 1959  | Jean-Claude Lefebvre      | Pierre Devise      | Piet Van Den Brekel |
| 1960  | Louis Proost              | Pierre Devise      | Robert Vanthournout |
| 1961  | André Noyelle             | Kamiel Lamote      | José Thumas         |
| 1962  | Roland Lacombe            | Joseph Depraeter   | Oswald Declercq     |
| 1963  | André Messelis            | Daniel Doom        | Roland Aper         |
| 1964  | Jean-Pierre Van Haverbeke | André Messelis     | Jean-Marie Poppe    |
| 1965  | Jacques De Boever         | Gustaaf De Smet    | Omer Ballegeer      |
| 1966  | Jacques De Boever         | Alfons De Bal      | André Planckaert    |
| 1967  | Arthur Decabooter         | Gustaaf De Smet    | Norbert Kerckhove   |
| 1968  | Emile Coppens             | Romain Furnière    | Jean Monteyne       |
| 1969  | Urbain De Brauwer         | Wim Dubois         | Pol Mahieu          |
| 1970  | Frans Melckenbeeck        | Herman Vrijders    | Willy Donie         |